# Umarizeiro
O umarizeiro ou marizeiro (Geoffroea spinosa Jacq.) é uma árvore de grande porte, frondosa, com caule e ramos cheios de pequenos espinhos que cresce nas várzeas. Distribui-se, sobretudo, por quatro zonas geográficas da América do Sul e no Brasil ocorre no Sertão do Nordeste brasileiro e nos estados de Mato Grosso e Mato Grosso do Sul.

Distribuição da Geoffroea spinosa

Os frutos, chamados umari, embora um pouco amargos, comem-se cozidos ou em mingaus, por ocasião das secas e mesmo em tempos normais. Deles se retira uma massa (mesocarpo), tida como peitoral e vermífuga.
As folhas constituem substancial ração para o gado; o chá destas misturadas com os brotos passa por emenagogo e antidiarréico.
O nome alude ao fenômeno desta planta verter tanta água pelos brotos, no principio da estação pluvial, que chega a molhar a terra. Os sertanejos consideram o fato como excelente indício de chuvas abundantes.[carece de fontes?]